# Bo P. Kaiser
Bo P. Kaiser, född 1917, död 2006, var en svensk näringslivspersonlighet och roddare.
Kaiser studerade vid Handelshögskolan i Stockholm innan han 1946 började på Svenska Gallupinstitutet. Han startade därefter Affärsindex AB.
Som roddare deltog Kaiser vid Nordiska Mästerskapen samt Europeiska Mästerskapen. Han var under åren 1942–1943 tävlingsroddchef i Akademiska roddföreningen och mellan åren 1950 och 1954 ordförande för Svenska Roddförbundet. Vid Olympiska sommarspelen 1952 i Helsingfors var han med som domare. År 1988 utsågs Kaiser till Svenska Roddförbundets hedersordförande.

## Bo P. Kaisers stipendium
Stipendiet, vilket utdelas ur Bo och Gerny Kaisers fond för framstående roddare, skall vartannat år tilldelas en kvinna, och vartannat en man, men i fall då det inte finns underlag att nominera vartannat kön, kan samma kön få stipendiet flera år i rad. Nomineringar och utdelanden görs av tävlingskommittén tillsammans med Roddförbundets styrelse och Bo P. Kaisers hustru, Gerny Kaiser.
Stipendiet har bland annat tilldelats den OS-meriterade Lassi Karonen.

### Stipendiater
- Per "Pliggen" Andersson 1989
- Monika Knejp 1990
- Annelie Hagberg 1991
- Per Lundberg 1992
- Kristina Knejp 1993
- Åke Jägervall & Max Nilsson 1994
- Gunilla Gräfnings 1995
- Fredrik Hulthén 1996
- Kristina Knejp 1997
- Frida Svensson 1998
- Sara Karlsson & Lena Karlsson 2000
- Martin Söderman, 2002
- Joakim Johansson, 2003
- Lassi Karonen, 2004
- Peter Berg, 2005
- Jessica Svensson, 2006
- Kevin Hermansson, 2007
- Emma Fredh, 2008
- Cecilia Lilja 2009
- Dennis Gustavsson, 2010
- Pontus Gustavsson, 2011
- Lovisa Claesson & Anders Backeus, 2012
- Anna Malvina Svennung & Johan Jensen 2013
- Filippa Kärfelt & Eskil Borgh, 2014
- Annie Svensson, Maximilian Fritsch och Fredrik Fritsch, 2015
- Gustav Arvidsson & Alice Ekros, 2016
- Ahmet Rapi & Lovisa Wallin, 2018
- Annie Nyman & Jonas Richter, 2019